# Elsbeth Pulver
Elsbeth Pulver (Zweisimmen, 21 april 1928 - Bern, 18 juli 2017) was een Zwitserse journaliste, literatuurcritica en onderwijzeres.

## Biografie
Elsbeth Pulver was een dochter van Hans Spring, een stationschef, en van Rosa Kühni, en hotelierster. In 1955 huwde ze Urs Pulver. Na haar studies in de germaanse letteren en geschiedenis aan de Universiteit van Bern behaalde ze een doctoraat en werd ze lerares in Bern. Vanaf 1981 was ze aan de slag als onafhankelijke literatuurcritica en schreef ze artikelen over de hedendaagse Zwitserse literatuur in de Neue Zürcher Zeitung, de Berner Zeitung en de Schweizer Monatshefte. Ze beschreef bijvoorbeeld werken van Robert Walser, Josef Viktor Widmann en Kurt Marti.

## Onderscheidingen
- Stedelijke cultuurprijs van de stad Bern (2006)[1]
- Ida Somazziprijs (2007)[2]